# مهرجان زيمبابوي السينمائي الدولي
مهرجان زيمبابوي السينمائي الدولي (بالإنجليزية: Zimbabwe International Film Festival)‏ هُو مهرجان سينمائي في زيمبابوي يُقام في أُغسطس أو سبتمبر من كل سنة ويمتد لمُدة عشرة أيام. أُسس المهرجان سنة 1998، وتُنظمه منظمة غير ربحية تُسمى صندوق مهرجان زيمبابوي السينمائي الدولي. المهرجان عبارة عن منصة تنافسية غير سياسية لعرض مجموعة من الأفلام الروائية والوثائقية والأفلام القصيرة، فضلاً عن تنظيم ورش عمل وفعاليات ثقافية أُخرى.

## الفائزون

### 2018
- جائزة أفضل ممثلة في فيلم «كوك أوف» للممثلة الزيمبابوية تيندايش تشيتيما.
- جائزة أفضل فيلم كوميدي «كوك أوف».

## روابط خارجية
- الموقع الرسمي